# Лесосека
Лесосека — участок леса, отведённый для рубок главного или промежуточного пользования, ограниченный визирами, лесосечными знаками (столбами, кольями) или естественными рубежами. Лесосеки могут иметь различную форму: прямоугольную, квадратную, клиновидно-вытянутую с извилистыми границами; иногда лесосеки принимают форму таксационного выдела. Площадь лесосек — от нескольких га до нескольких десятков га. Ширина сплошных лесосек — от 50 м до 1 км.
- Расчётной лесосекой называется годичная норма пользования (в частности вырубки) лесом на определённый период и на определённом участке, при определении которой исходят из способов рубок, форм ведения лесного хозяйства и других параметров.
- Лесосечная делянка — часть лесосеки, отграниченная в натуре.
- Направление лесосеки — расположение длинной стороны лесосеки по отношению к сторонам света.
- Ширина лесосеки — протяжённость лесосеки по короткой стороне.
- Примыкание лесосек — последовательность размещения лесосек в квартале или участке леса:
  - непосредственное — очередная лесосека размещается рядом с предыдущей;
  - чересполосное — очередная лесосека размещается через полосу леса шириной, равной ширине лесосеки;
  - кулисное — очередная лесосека располагается через полосу леса шириной, превышающей ширину лесосеки;
  - шахматное — примыкание лесосек, при котором очередная лесосека размещается в шахматном порядке.
- Срок примыкания лесосек — промежуток времени, через который при непосредственном примыкании производится назначение в рубку очередной лесосеки.